# Ризьке нахімовське військово-морське училище
Ризьке нахімовське військово-морське училище (латис. Rīgas Nahimova Skola, рос. Рижское Нахимовское военно-морское училище) — військово-морське училище, яке існувало СРСР у 1945—1953 роках у місті Рига.

## Історія
Створене наказом Народного комісара військово-морського флоту М. Кузнецова від 21 липня 1945 і стало третім нахімовським училищем у СРСР (після Тбіліського та Ленінградського) й останнім за часом створення. 30 серпня 1945 року — дата початку формування училища.
В 1953 році розформоване і на його базі було організоване Вище військово-морське училище підводного плавання. Кадри й вихованці переведені до Ленінградського НВМУ.

## Діяльність
Ризьке нахімовське училище де-юре проіснувало 8 років. 5 вересня 1953 року директивою Генштабу від 26 серпня 1953 року училище закінчило своє існування. За цей час було випущено 398 осіб, які були розподілені за випусками наступним чином:
- 1-й випуск 1949 рік — 61 осіб;
- 2-й випуск 1950 рік — 81 осіб;
- 3-й випуск 1951 рік — 64 осіб;
- 4-й випуск 1952 рік — 80 осіб;
- 5-й випуск 1953 рік — 112 осіб.

З усіх випусків «Золото» отримали 3 людини, «Срібло» отримали 19 осіб.

### Начальники училища
- 1945—1952 — капітан I рангу Безпальчев Костянтин Олександрович[ru]
- 1952—1953 — капітан I рангу Цвєтков Анатолій Іванович

### Випускники училища
- Лойкканен Гаррі Генріхович — контр-адмірал у відставці, був командиром ракетного підводного крейсера стратегічного призначення, командиром дивізії РПКСН, заступником командувача флотилією підводних човнів в сел. Гаджієво.
- Степанов Юрій Федорович — командир першої радянської атомної субмарини «К-3», що пізніше отримала назву «Ленінський комсомол».[1]
- Шауров Олександр Олексійович[ru] — контр-адмірал.
- Паттерсон Джеймс Ллойдович[ru] — радянський і американський поет.
- Дворкін Володимир Зіновійович[ru] — російський вчений, генерал-майор, професор, головний науковий співробітник Інституту світової економіки і міжнародних відносин[ru] РАН.
- Берзін Альфред Семенович — контр-адмірал, командир атомного підводного човна К-184, командир 10 дивізії атомних підводних човнів, закінчив РНВМУ в 1951 році.